# Eesti Raudtee
Eesti Raudtee AS, EVR (pol. „Koleje Estońskie”) – państwowe przedsiębiorstwo transportowe w Estonii. Od 2009 roku firma jest spółką dominującą w holdingu Eesti Raudtee.

## Historia
Firma powstała w 1992 roku. Została wydzielona po uzyskaniu przez Estonię niepodległości z Kolei Nadbałtyckiej będącej dyrekcją okręgową Kolei Radzieckich na terenie krajów nadbałtyckich. W latach 1997–1998 EVR została zrestrukturyzowana. Wyodrębniono z niej kilka spółek kolejowych zajmujących się zarządem linii lokalnych oraz przewozami pasażerskimi. Poddano je następnie prywatyzacji.
W latach 2001–2006 EVR działała jako spółka prywatna. Jej większościowym udziałowcem była międzynarodowa firma Baltic Rail Services. Przedsiębiorstwo w tym czasie skupiło się przede wszystkim na prowadzeniu tranzytowych przewozów towarowych do portów bałtyckich oraz udostępnianiu infrastruktury kolejowej innym towarowym przewoźnikom kolejowym (głównie rosyjskim).
W 2007 roku nastąpiła renacjonalizacja przedsiębiorstwa, w ramach której estoński skarb państwa odkupił z rąk prywatnego konsorcjum wszystkie udziały i ponownie stał się wyłącznym właścicielem firmy. W 2009 roku EVR została ponownie poddana restrukturyzacji. Wydzielono z niej dwie spółki zależne: EVR Infra zajmującą się zarządem infrastruktury kolejowej i EVR Cargo, która prowadzi przewozy towarowe.

## Udziały EVR w spółkach kolejowych
- EVR Cargo – 100% udziałów
- EVR Infra – 100% udziałów
- GoRail – 49% udziałów